# Liste der Stolpersteine in der Provinz Verona

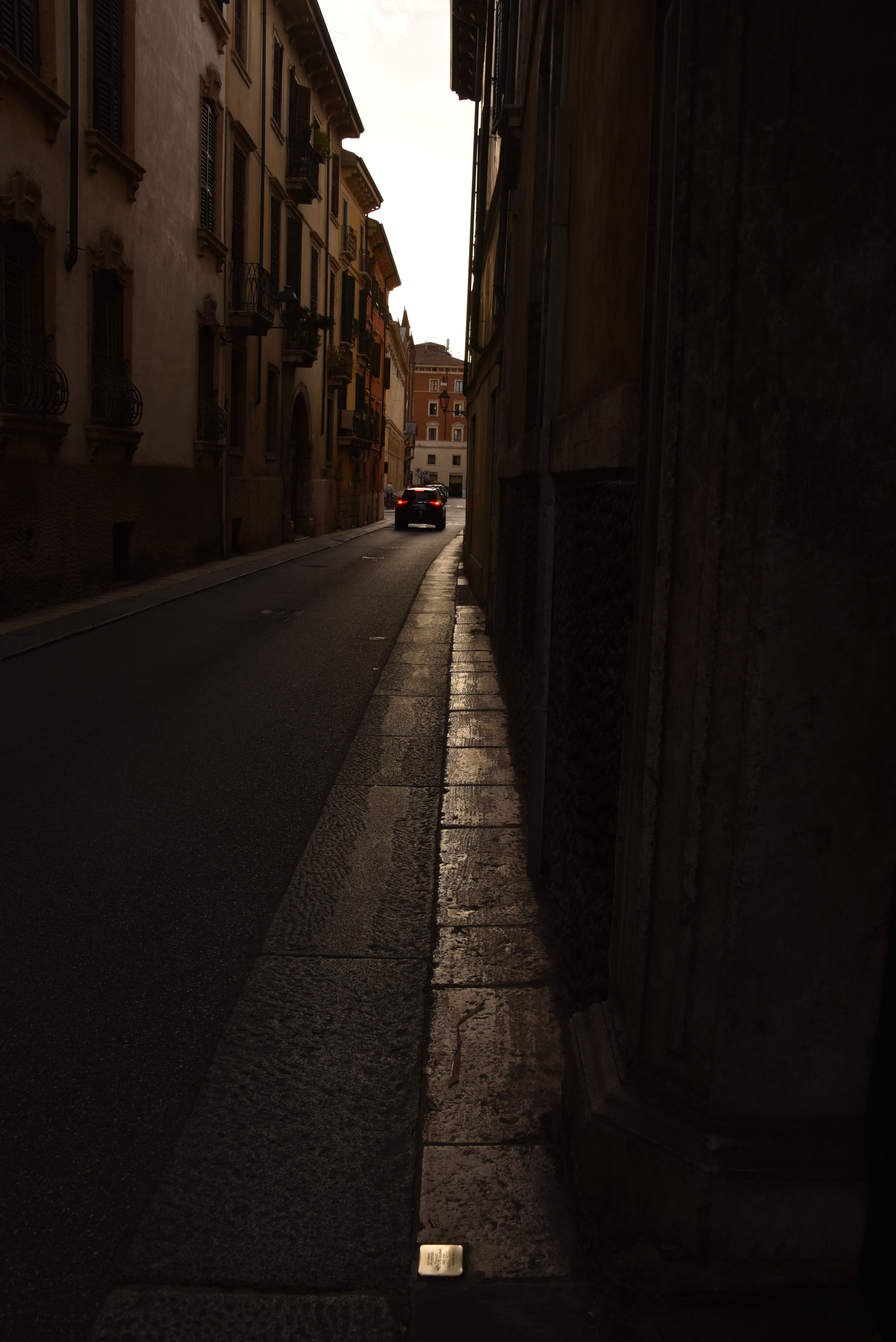
Stolperstein in Verona

Die Liste der Stolpersteine in der Provinz Verona enthält die Stolpersteine, die in der Provinz Verona verlegt wurden. Stolpersteine sind ein Projekt des deutschen Künstlers Gunter Demnig. Sie erinnern an das Schicksal der Menschen, die von deutschen Nationalsozialisten ermordet, deportiert, vertrieben oder in den Suizid getrieben wurden. Sie liegen im Regelfall vor dem letzten selbstgewählten Wohnsitz des Opfers. Die italienische Übersetzung des Begriffes Stolpersteine lautet: pietre d’inciampo.
Die ersten Verlegungen in der Provinz fanden am 31. Mai 2021 in Isola della Scala und Trevenzuolo statt.

## Verlegte Stolpersteine

### Dolcè
In Dolcè wurde ein Stolperstein verlegt.
| Stolperstein | Übersetzung                                                                                  | Verlegeort               | Name, Leben |
| ------------ | -------------------------------------------------------------------------------------------- | ------------------------ | --- |
|              | HIER WOHNTE TULLO CENTURIONI GEBOREN 1912 VERHAFTET 21.3.1944 DEPORTIERT MAUTHAUSEN ERMORDET | Via Trento, 673, Dolcè · | Tullo Centurioni, geboren am 9. April 1912 in Dolcè. Er war ein Finanzpolizist. Nach dem 8. September 1943 half er vor allem Juden bei ihrer Flucht in die Schweiz. Tullo Centurioni wurde am 21. März 1944 am Grenzübergang in Porto Ceresio verhaftet. Nach seiner Inhaftierung in Varese und im San-Vittore-Gefängnis in Mailand wurde er am 20. September 1944 in das Durchgangslager Bozen überführt. Am 20. November 1944 wurde er von Bozen mit dem Transport Nr. 104 in das KZ Mauthausen deportiert. Nach seiner Registrierung am 21. November 1944 mit der Häftlingsnummer 110230 wurde er am 5. Dezember 1944 in das Außenlager Melk verlegt. Im Frühjahr 1945 verlieren sich seine Spuren. Sein letzter bekannter Aufenthaltsort war im April 1945 das KZ Mauthausen. Offiziell wurde er 1946 für vermisst erklärt. |

### Isola della Scala
In Isola della Scala wurden acht Stolpersteine an einer Adresse verlegt.
| Stolperstein | Übersetzung | Verlegeort                                        | Name, Leben                 |
| ------------ | --- | ------------------------------------------------- | --------------------------- |
|              | IN ISOLA DELLA SCALA WOHNTE ADOLFO CESTARO GEBOREN 1920 VERHAFTET 19.11.1944 DEPORTIERT MAUTHAUSEN ERMORDET 11.4.1945          | Piazza Martiri della Libertà, Isola della Scala · | Adolfo Cestaro (1920–1945)  |
|              | IN ISOLA DELLA SCALA WOHNTE FLAVIO CORRÀ GEBOREN 1917 VERHAFTET 22.11.1944 DEPORTIERT FLOSSENBÜRG ERMORDET 1.4.1945            | Piazza Martiri della Libertà, Isola della Scala · | Flavio Corrà (1917–1945)    |
|              | IN ISOLA DELLA SCALA WOHNTE GEDEONE CORRÀ GEBOREN 1920 VERHAFTET 22.11.1944 DEPORTIERT FLOSSENBÜRG ERMORDET 16.3.1945          | Piazza Martiri della Libertà, Isola della Scala · | Gedeone Corrà (1920–1945)   |
|              | IN ISOLA DELLA SCALA WOHNTE GIACOMO FERRI GEBOREN 1914 VERHAFTET 20.9.1943 DEPORTIERT DACHAU ERMORDET 18.2.1944                | Piazza Martiri della Libertà, Isola della Scala · | Giacomo Ferri (1914–1944)   |
|              | IN ISOLA DELLA SCALA WOHNTE LUIGI GRUPPO GEBOREN 1910 VERHAFTET 22.11.1944 DEPORTIERT FLOSSENBÜRG BEFREIT VERSTORBEN 20.9.1945 | Piazza Martiri della Libertà, Isola della Scala · | Luigi Gruppo (1910–1945)    |
|              | IN ISOLA DELLA SCALA WOHNTE ADELINO MINALI GEBOREN 1920 VERHAFTET 1944 DEPORTIERT MAUTHAUSEN ERMORDET 27.4.1945                | Piazza Martiri della Libertà, Isola della Scala · | Adelino Minali (1920–1945)  |
|              | IN ISOLA DELLA SCALA WOHNTE LUIGI SOFFIATI GEBOREN 1915 VERHAFTET 22.11.1944 DEPORTIERT MAUTHAUSEN GESTORBEN 9.5.1945          | Piazza Martiri della Libertà, Isola della Scala · | Luigi Soffiati (1915–1945)  |
|              | IN ISOLA DELLA SCALA WOHNTE GRACCO SPAZIANI GEBOREN 1884 VERHAFTET 22.11.1944 DEPORTIERT MAUTHAUSEN ERMORDET 9.2.1945          | Piazza Martiri della Libertà, Isola della Scala · | Gracco Spaziani (1884–1945) |

### Peri di Dolcè
In Peri di Dolcè wurden zwei Stolpersteine verlegt.
| Stolperstein | Übersetzung                                                                                              | Verlegeort                            | Name, Leben                  |
| ------------ | --- | ------------------------------------- | ---------------------------- |
|              | HIER WOHNTE EMILIO MARCOTTO GEBOREN 1898 VERHAFTET 5.8.1944 DEPORTIERT DACHAU ERMORDET 3.4.1945 MÜHLDORF | Via Monte Corno, 4, Peri di Dolcè ·   | Emilio Marcotto (1898–1945)  |
|              | HIER WURDE VERHAFTET 21.7.1944 NARCISO VERONESI GEBOREN 1925 DEPORTIERT FLOSSENBÜRG GESTORBEN 1945       | Piazzale Stazione FS, Peri di Dolcè · | Narciso Veronesi (1925–1945) |

### Sommacampagna
In Sommacampagna wurden 13 Stolpersteine verlegt.
| Stolperstein | Übersetzung | Verlegeort                              | Name, Leben                      |
| ------------ | --- | --------------------------------------- | -------------------------------- |
|              | HIER WOHNTE BENIGNO ALDEGHERI GEBOREN 1922 VERHAFTET 8.9.1943 DEPORTIERT FRANKREICH ERMORDET 6.9.1944 CHALON-SUR-SAONE | Via Valle Molini, 23 (Custoza)          | Benigno Aldegheri (1922–1944)    |
|              | HIER WOHNTE ANGELO BELLORIO GEBOREN 1916 VERHAFTET 9.9.1943 DEPORTIERT SANDBOSTEL ERMORDET 18.7.1944                   | Via Parco Rimembranza, 11 ·             | Angelo Bellorio (1916–1944)      |
|              | HIER WOHNTE VITTORIO BONOMI GEBOREN 1921 VERHAFTET 9.9.1943 DEPORTIERT NÜRNBERG ERMORDET 18.4.1945                     | Via Dossobuono, 77 ·                    | Vittorio Bonomi (1921–1945)      |
|              | HIER WOHNTE LUIGI CASTIONI GEBOREN 1912 VERHAFTET 9.9.1943 DEPORTIERT BERLIN ERMORDET 7.1.1945                         | Via Cesare Battisti, 21 ·               | Luigi Castioni (1912–1945)       |
|              | HIER WOHNTE BRUNO FASOLI GEBOREN 1924 VERHAFTET 8.9.1943 DEPORTIERT DORSTEN ERMORDET 8.4.1944                          | Via Custoza, 20 (Lokalität Due Palme) · | Bruno Marchiori (1924–1944)      |
|              | HIER WOHNTE BRUNO MARCHIORI GEBOREN 1924 VERHAFTET 9.9.1943 DEPORTIERT KREFELD ERMORDET 5.6.1944 DORSTEN               | Via Pigno, 4 ·                          | Bruno Marchiori (1924–1944)      |
|              | HIER WOHNTE GIOVANNI MIGLIORANZI GEBOREN 1914 VERHAFTET 23.5.1944 DEPORTIERT DACHAU ERMORDET 24.2.1945                 | Via Rezzola, 56 (Lokalität Terruia) ·   | Giovanni Miglioranzi (1914–1945) |
|              | HIER WOHNTE BRUNO PASQUALOTTO GEBOREN 1923 VERHAFTET 19.9.1943 DEPORTIERT LUCKENWALDE ERMORDET 24.2.1944               | Piazza Castello, 12 ·                   | Bruno Pasqualotto (1923–1944)    |
|              | HIER WOHNTE ERNESTO POLATO GEBOREN 1915 VERHAFTET 11.9.1943 DEPORTIERT TORUN ERMORDET 17.7.1944                        | Via Ossario, 2 (Custoza) ·              | Ernesto Polato (1915–1944)       |
|              | HIER WOHNTE GIUSEPPE RASPA GEBOREN 1909 DEPORTIERT WATENSTEDT ERMORDET 23.3.1944                                       | Via Carrari, 48 ·                       | Giuseppe Raspa (1909–1944)       |
|              | HIER WOHNTE ACHILLE SERPELLONI GEBOREN 1909 VERHAFTET 9.9.1943 DEPORTIERT STABLACK SCHICKSAL UNBEKANNT                 | Piazza Roma, 4 ·                        | Achille Serpelloni (1909–?)      |
|              | HIER WOHNTE RUGGERO TOFFALINI GEBOREN 1903 DEPORTIERT GEESTHACHT ERMORDET 4.1.1944                                     | Via Verona, 38 (Lokalität Caselle) ·    | Ruggero Toffalini (1903–1944)    |
|              | HIER WOHNTE ALESSANDRO ZULIAN GEBOREN 1916 VERHAFTET 9.9.1943 DEPORTIERT LAMSDROF ERMORDET 24.1.1945 TSCHECHOSLOWAKEI  | Via Cesare Battisti, 49 ·               | Alessandro Zulian (1916–1945)    |

### Trevenzuolo
In Trevenzuolo wurde ein Stolperstein verlegt.
| Stolperstein | Übersetzung                                                                                                 | Verlegeort                        | Name, Leben |
| ------------ | --- | --------------------------------- | --- |
|              | IN TREVENZUOLO WOHNTE UGO SESINI GEBOREN 1899 VERHAFTET 22.11.1944 DEPORTIERT MAUTHAUSEN ERMORDET 27.2.1945 | Via Roma, 5 · (vor dem Rathaus) · | Ugo Sesini wurde als Sohn von Sohn des Generals Vittorio Crotta und dessen Frau Erminia am 19. Januar 1899 in Trapani geboren. Er begann im Alter von zehn Jahren sein Klavierstudium und schloss dieses mit 16 Jahren ab. Danach diente er während des Ersten Weltkriegs und darüber hinaus bis 1920. In den folgenden Jahren schloss Sesini seine Studien der Philologe, der Kirchenmusik und der Komposition ab. Er heiratete Silvestra Tea, eine Schriftstellerin. Das Paar hatte einen Sohn. Sesini unterrichtete in Verona, Mailand und von 1933 bis 1938 an der Universität Bologna. Er studierte intensiv musikalische Paläographie und publizierte zur Gregoriana und zu den Gesängen der Troubadoure. Ab 1939 lehrte er an der Universität Neapel und war als Bibliothekar am Conservatorio San Pietro a Majella verpflichtet, wo sich damals die reichhaltigste Musikbibliothek Italiens befand. 1944 schloss Sesini sich dem Comitato di Liberazione Nazionale an und wurde Mitglied der Partisanenbrigade Anita. Am 22. November 1944 wurden er und sein Sohn von Mitgliedern der faschistischen Schwarzen Brigade aus Verona verhaftet. Er wurde verhört und misshandelt, seine Wohnung wurde besetzt, Bücher und Wertgegenstände wurden gestohlen oder verbrannt. Sesini wurde in das Durchgangslager Bozen überstellt und am 19. Dezember 1944 in das KZ Mauthausen deportiert, wo er mit der Häftlingsnummer 114105 registriert, als Schutzhäftling eingestuft und zur Zwangsarbeit im Außenlager Gusen eingeteilt wurde. Ugo Sesini wurde dort am 27. Februar 1945 ermordet. |

### Verona
In Verona wurden zwei Stolpersteine verlegt. Angekündigt wurden Verlegungen von Stolpersteinen für Lina und Ruggero Jenna in der Via Emilei, 24.
| Stolperstein | Übersetzung                                                                                           | Verlegeort                | Name, Leben |
| ------------ | --- | ------------------------- | --- |
|              | HIER WOHNTE TULLIO BASEVI GEBOREN 1889 VERHAFTET 24.11.1944 DEPORTIERT FLOSSENBÜRG ERMORDET 11.1.1945 | Verona, · Via Stella, 6 · | Tullio Basevi, geboren am 29. Juni 1898 in Verona. Der verheiratete Musiklehrer wurde am 24. November 1944 verhaftet. Er gehörte der jüdischen Gemeinde von Verona an und war der Cousin von Gilda Forti, der ebenfalls ein Stolperstein in Verona gewidmet ist. Tullio Basevi wurde zunächst im Gefängnis von Verona inhaftiert und dann auf Veranlassung er Sipo Verona in das Durchgangslager Bozen verlegt. Am 14. Dezember 1944 wurde er mit dem Transport Nr. 113 in das KZ Flossenbürg deportiert. Nach seiner Ankunft in Flossenbürg am 20. Dezember 1944 wurde er mit der Häftlingsnummer 40040 registriert. Er verstarb dort einige Wochen später am 11. Januar 1945. |
|              | HIER WOHNTE GILDA FORTI GEBOREN 1896 VERHAFTET 24.11.1944 DEPORTIERT RAVENSBRÜCK ERMORDET             | Verona, · Via Duomo, 5 ·  | Gilda Forti (1896–1944/45) |

### Villa Bartolomea
In Villa Bartolomea wurden zwölf Stolpersteine verlegt.
| Stolperstein | Übersetzung | Verlegeort                          | Name, Leben                   |
| ------------ | --- | ----------------------------------- | ----------------------------- |
|              | IN VILLA BARTOLOMEA WOHNTE OSVALDO ANTONIOLI GEBOREN 1924 VERHAFTET 1.12.1944 DEPORTIERT MAUTHAUSEN ERMORDET 25.3.1945 GUSEN | Via IV Novembre, Villa Bartolomea · | Osvaldo Antonioli (1924–1945) |
|              | IN VILLA BARTOLOMEA WOHNTE ANTONIO BELLINI GEBOREN 1927 DEPORTIERT 1945 MAUTHAUSEN ERMORDET 2.5.1945 GUSEN                   | Via IV Novembre, Villa Bartolomea · | Antonio Bellini (1927–1945)   |
|              | IN VILLA BARTOLOMEA WOHNTE BRUNO BELLINI GEBOREN 1927 DEPORTIERT 1945 MAUTHAUSEN ERMORDET 5.5.1945 GUSEN                     | Via IV Novembre, Villa Bartolomea · | Bruno Bellini (1927–1945)     |
|              | IN VILLA BARTOLOMEA WOHNTE LUIGI BELLINI GEBOREN 1889 DEPORTIERT 1945 MAUTHAUSEN ERMORDET 15.3.1945 GUSEN                    | Via IV Novembre, Villa Bartolomea · | Luigi Bellini (1889–1945)     |
|              | IN VILLA BARTOLOMEA WOHNTE ALDO BERTASSELLO GEBOREN 1919 DEPORTIERT 1945 BUCHENWALD GESTORBEN 29.11.1945 GUSEN               | Via IV Novembre, Villa Bartolomea · | Aldo Bertassello (1919–1945)  |
|              | IN VILLA BARTOLOMEA WOHNTE DANILO BRONZATI GEBOREN 1927 DEPORTIERT 1945 MAUTHAUSEN ERMORDET 18.4.1945 GUSEN                  | Via IV Novembre, Villa Bartolomea · | Danilo Bronzati (1927–1945)   |
|              | IN VILLA BARTOLOMEA WOHNTE NICOLA CORAGGIA GEBOREN 1926 DEPORTIERT 1945 MAUTHAUSEN ERMORDET 10.4.1945 GUSEN                  | Via IV Novembre, Villa Bartolomea · | Nicola Coraggia (1926–1945)   |
|              | IN VILLA BARTOLOMEA WOHNTE LUIGI GATTO GEBOREN 1885 VERHAFTET 25.9.1944 DEPORTIERT FLOSSENBÜRG ERMORDET 9.3.1945 GUSEN       | Via IV Novembre, Villa Bartolomea · | Luigi Gatto (1885–1945)       |
|              | IN VILLA BARTOLOMEA WOHNTE STEFANO MILANI GEBOREN 1926 DEPORTIERT 1945 MAUTHAUSEN ERMORDET 20.3.1945 GUSEN                   | Via IV Novembre, Villa Bartolomea · | Stefano Milani (1926–1945)    |
|              | IN VILLA BARTOLOMEA WOHNTE AUGUSTO MONTAGNIN GEBOREN 1902 DEPORTIERT 1944 MAUTHAUSEN ERMORDET 17.3.1945                      | Via IV Novembre, Villa Bartolomea · | Augusto Montagnin (1902–1945) |
|              | IN VILLA BARTOLOMEA WOHNTE GIRO PIERINO GEBOREN 1927 DEPORTIERT 1945 MAUTHAUSEN ERMORDET 5.4.1945 GUSEN                      | Via IV Novembre, Villa Bartolomea · | Giro Pierino (1927–1945)      |
|              | IN VILLA BARTOLOMEA WOHNTE IVO PRADELLA GEBOREN 1926 DEPORTIERT 1945 MAUTHAUSEN ERMORDET 19.4.1945                           | Via IV Novembre, Villa Bartolomea · | Ivo Pradella (1926–1945)      |

## Verlegedaten
- 31. Mai 2021: Isola della Scala, Trevenzuolo
- 15. Mai 2022: Verona[9]
- 22. Mai 2023: Peri di Dolcè[10]
- 1. Dezember 2023: Villa Bartolomea[11]
- 25. Januar 2024: Dolcè[12]
- 18. April 2024: Sommacampagna[13]